# Bad Influencer
Bad Influencer is een Nederlands online-dramaserie van AVROTROS die in 2019 uitgezonden werd op de online kanalen van NPO 3. De serie was de winnaar van de 3LAB Serie Contest uit 2018, hierdoor werd het verwerkt tot een volledige serie.

## Verhaal
De serie volgt de grofgebekte Donna, die door een onverwachte actie viraal gaat op het internet. Als gevolg hierop besluit Donna een influencer te worden en komt ze in de snelle wereld van vloggers en virals terecht. Doordat Donna grofgebekt is, en mede door haar onhandigheid, werkt ze zich snel in de problemen als een slechte influencer. Om beter te worden en relevant te blijven volgt Donna een workshop en gaat ze later een samenwerking aan met een andere influencer. Echter blijft Donna een slechte influencer en krijgt ze steeds meer haatreacties.

## Rolverdeling
| acteur                     | personage |
| -------------------------- | --------- |
| Roos Dickmann              | Donna     |
| Kendrick Etmon             | Rico      |
| Myrthe Huber               | Milou     |
| Bruno Prent                | Mitchell  |
| Anneke Sluiters            | Betty     |
| Selin Akkulak              | Bibi      |
| Emile Jansen               | Frits     |
| Michael Muller             | Bram      |
| Bente Fokkens              | Nali      |
| Daniël Kolf                | Ramon     |
| Jard Struik                | Mees      |
| Mehrnoush Rahmani          | Erhan     |
| Tessa Jonge Poerink        | Samantha  |
| Linda Lugtenborg           | Dion      |
| Roald Spies                | Reef      |
| Shiikhey Abdulgaadir       | Silas     |
| Christophe van Giersbergen | Hido      |

## Achtergrond
In december 2018 werd een pilootaflevering, geregisseerd en mede bedacht door Michael Middelkoop, ingezonden voor de 3LAB Serie Contest van NPO 3; hierin werden vijf verschillende pilootaflevering vrij gegeven en het project die de meeste stemmen van het publiek kreeg zou in een volledige serie veranderd worden. Bad Influencer kwam als winnaar uit de strijd en werd vervolgens verwerkt tot een volledige online-dramaserie. Middelkoop keerde echter niet terug als regisseur voor de serie, hij werd vervangen door Timo Ottevanger.
De serie Bad Influencer ging op maandag 28 augustus 2019 in première op de online kanalen van NPO 3 als onderdeel van omroep AVROTROS.